# Matilde Di Marzio
Matilde Di Marzio est une actrice de cinéma de l'époque du muet. Elle est apparue dans vingt-sept films entre 1913 et 1921, dont Marc-Antoine et Cléopâtre (1913).

## Filmographie partielle
- 1913 : Marc-Antoine et Cléopâtre d'Enrico Guazzoni
- 1917 : Ivan le Terrible d'Enrico Guazzoni